# Tatiana Toro
Tatiana Toro (Colòmbia, 1954) és una matemàtica colombiana-americana de la Universitat de Washington. La seva recerca està "a la interfície de la teoria de la mesura geomètrica, l'anàlisi harmònica i les equacions en derivades parcials".
Toro va ser nomenat director de l'Institut de Ciències Matemàtiques Simons Laufer per al període 2022-2027 i vicepresident de la Unió Matemàtica Internacional.